# متحف بيناكي
متحف بيناكي (باليونانية: Μουσείο Μπενάκη)‏ تم إنشاء متحف بيناكي في عام 1930 من قبل أنطونيس بيناكيس في ذكرى والده إيمانويل بيناكيس ، ويقع في قصر عائلة بيناكيس في وسط مدينة أثينا ، اليونان. يضم المتحف الأعمال الفنية اليونانية من عصور ما قبل التاريخ إلى العصر الحديث ، ومجموعة واسعة من الفن الآسيوي ، ويستضيف معارض دورية ويحافظ على ورشة عمل للترميم والحفظ على أحدث طراز. على الرغم من أن المتحف احتوى في البداية على مجموعة تضمنت الفن الإسلامي والخزف الصيني ومعروضات على الألعاب ، إلا أن إعادة افتتاحه عام 2000 أدى إلى إنشاء متاحف عبر الأقمار الصناعية ركزت على مجموعات محددة ، مما سمح للمتحف الرئيسي بالتركيز على الثقافة اليونانية على مدى فترة تاريخ البلاد.

## الحرم الأثيني
يقع المتحف الرئيسي في منزل بيناكس مقابل الحديقة الوطنية في شارع الملكة صوفياس ويعود الفضل في وجوده إلى كرم أنطونيس بيناكيس، الذي عاشت عائلته في الإسكندرية، مصر.
في عام 1931 ، تبرعت عائلة بيناكيس بمنزل العائلة في أثينا ومجموعة تضم أكثر من 37000 قطعة إسلامية وبيزنطية. وأُضيفت أكثر من 9000 قطعة أثرية بحلول السبعينيات ، مما حفز التبرعات من مصادر أخرى. ظل بيناكيس نشطًا في المتحف حتى وفاته عام 1954.
تحت إدارة Angelos Delivorrias ، أضاف المتحف أكثر من 60.000 قطعة وكتاب ووثيقة ، تم شراء بعضها وتم التبرع بالبعض الآخر. يركز المتحف أيضًا على حقيقة أن التاريخ اليوناني لا يبدأ وينتهي بأحداث محددة ولكنه موجود على طول سلسلة متصلة تستمر حتى اليوم.
سافرت أجزاء من مجموعات المتحف إلى جميع أنحاء العالم ، بما في ذلك كندا في عام 2008 ، والولايات المتحدة في عام 1959 بالشراكة مع مؤسسة سميثسونيان، وفي عام 2005 ، غادر كوب شرب يوناني قديم من الذهب الخالص اليونان لأول مرة وسافر إلى متحف Powerhouse في سيدني ومتحف ملبورن للهجرة في ملبورن ، أستراليا.

### إعادة الافتتاح عام 2000
في عام 2000 ، أعيد افتتاح متحف بيناكي بعد تجديد وترميم بقيمة 20 مليون دولار للمبنى الذي تضرر في زلزال. سمح التجديد له بأن يصبح المتحف الوحيد في اليونان الذي يجلب الزوار عبر جميع عصور الثقافة والتاريخ اليوناني. كما أنها فريدة من نوعها من حيث أنها لا تركز على القومية بل بالأحرى تعترف وتحتفي بالتأثيرات الأجنبية على الثقافة اليونانية.
على الرغم من أن مدير المتحف ، أنجيلوس ديليفورياس ، جاء بفكرة إعادة تركيز المتحف ومعروضاته في عام 1973 ، فقد مرت أكثر من 25 عامًا قبل أن يتمكن من جعل هذا حقيقة جديدة. تضمن هذا الواقع نقل مجموعات المتحف للفن الإسلامي والخزف الصيني مع الرسم إلى مواقع أخرى بحيث يركز المتحف الرئيسي في أثينا على اليونان فقط.

## فروع مصغرة
على مر السنين ، دعمت العديد من الجهات الداعمة المتحف ، وهو يضم الآن قصر Kouloura الساحلي في Palaio Phaliro ، الذي يضم متحف الألعاب ، ومتحف بيناكي للفن الإسلامي في منطقة كيراميكوس، ومعرض Nikos Hadjikyriakos-Ghikas في وسط المدينة أثينا ومتحف بيناكي في شارع بييروس الملحق (138 شارع بييروس) ومنزل بينيلوبي دلتا في كيفيسيا ، والذي يضم مجموعة الأرشيف التاريخي.

### متحف بيناكي للفن الإسلامي
كجزء من إعادة تركيز المتحف على الثقافة اليونانية ، تم نقل مجموعته الإسلامية إلى مكان جديد في عام 2004 في الوقت المناسب لدورة الألعاب الأولمبية في أثينا. يحتوي المتحف الجديد أيضًا على صالات عرض جديدة للمعارض المتنقلة المؤقتة.
توجد مجموعات الفن الإسلامي في متحف بيناكي في مجمع من المباني الكلاسيكية الجديدة الواقعة في المركز التاريخي لأثينا ، في منطقة كيراميكوس. تشمل المواقع الأثرية الرئيسية الواقعة في نفس المنطقة أراضي Agora القديمة (قيد التطوير حاليًا) ، ومعبد دوريك لهيفايستوس ("ثيسيو") ومتحف مقبرة كيراميكوس القديمة (مقبرة). تم التبرع بهذا المجمع من المباني في زاوية شارعي Agion Asomaton و Dipylou للمتحف من قبل الراحل Lambros Eftaxias ، الذي شغل في سنواته الأخيرة منصب الرئيس الفخري لمجلس أمناء المتحف.
افتتح المتحف في 27 يوليو 2004 ، ويحتل أكثر من 1000 متر مربع من المساحات المعاد تشكيلها: السيراميك ، والفخار ، والأعمال المعدنية ، والذهب ، والمنحوتات الخشبية ، والأعمال الزجاجية والمنسوجات ، والمنحوتات العظمية ، والنماذج الجنائزية المنقوشة ، والأسلحة والدروع. يُقال إن مجموعة المتحف تعد من بين المجموعات الأكثر أهمية في جميع أنحاء العالم وتتضمن روائع من الهند وبلاد فارس وبلاد ما بين النهرين والشرق الأوسط والجزيرة العربية ومصر وشمال إفريقيا وصقلية وإسبانيا وآسيا الصغرى. يغطي الفن الإسلامي من القرن السابع حتى القرن التاسع عشر ، ويضم مجموعة غنية من الفن العثماني من ذروة الإمبراطورية في القرن السادس عشر.

## معرض صور

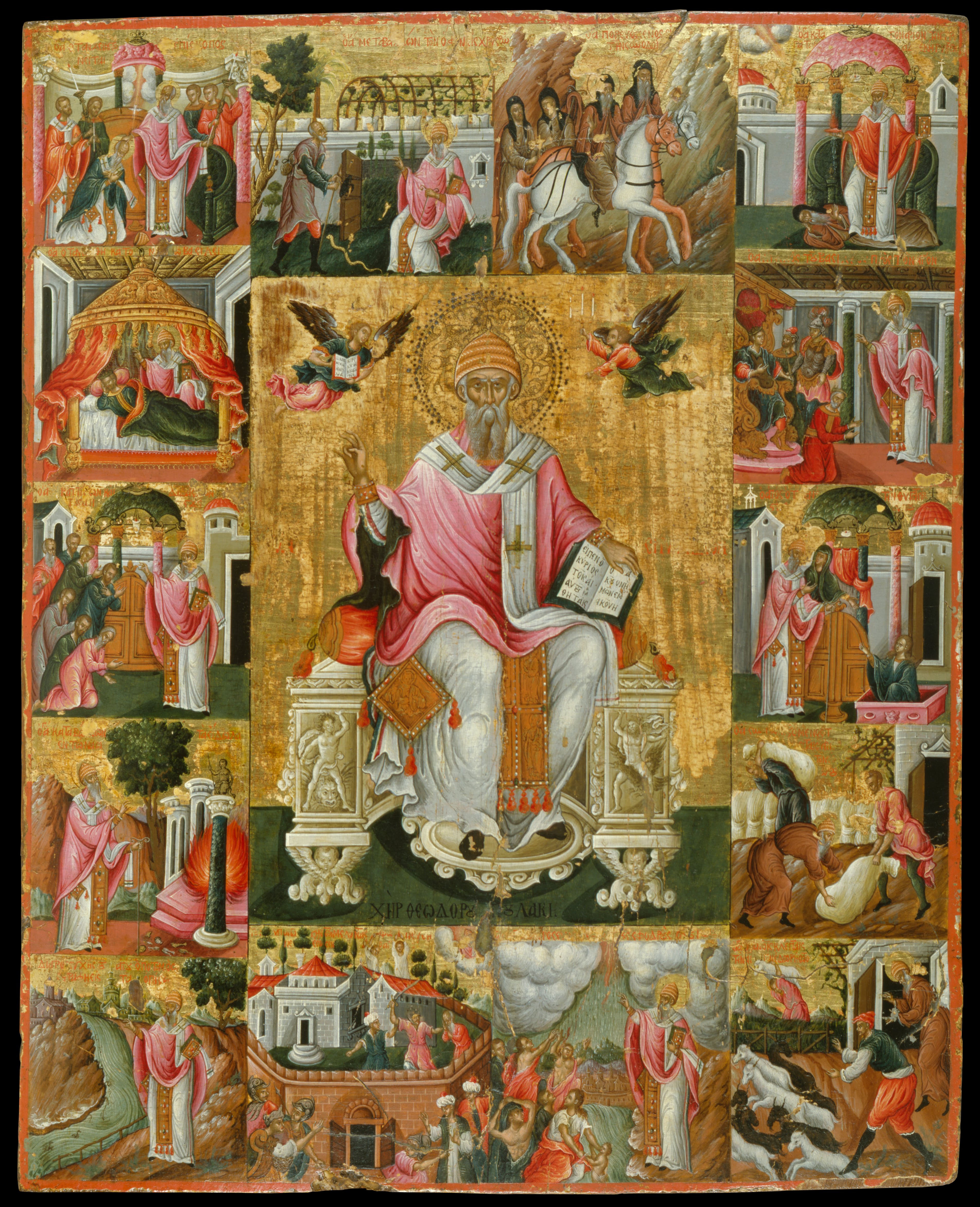
القديس سبيريدون ومشاهد من حياته، لـ ثيودوروس بولاكيس
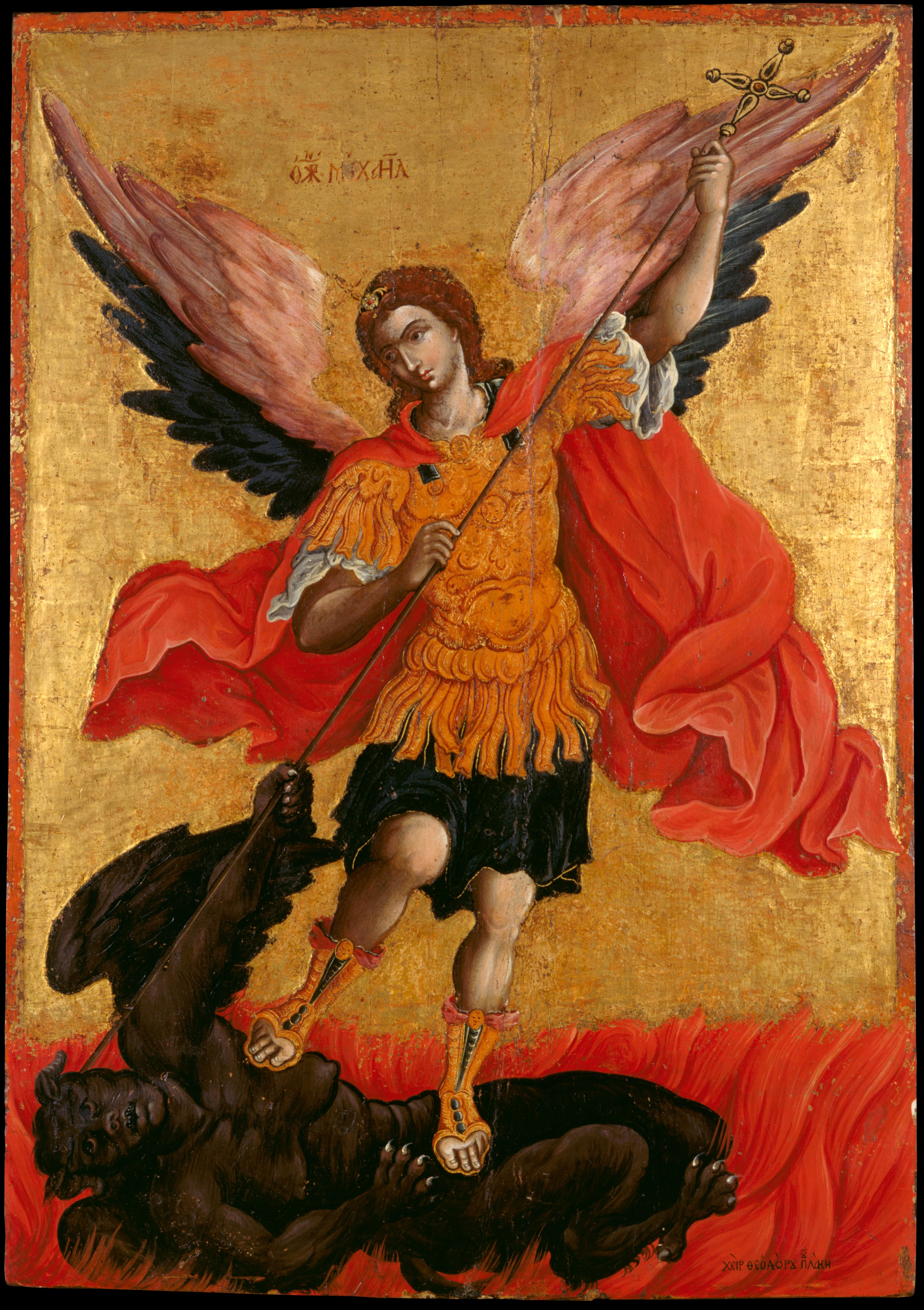
رئيس الملائكة ميخائيل ، لـ ثيودوروس بولاكيس
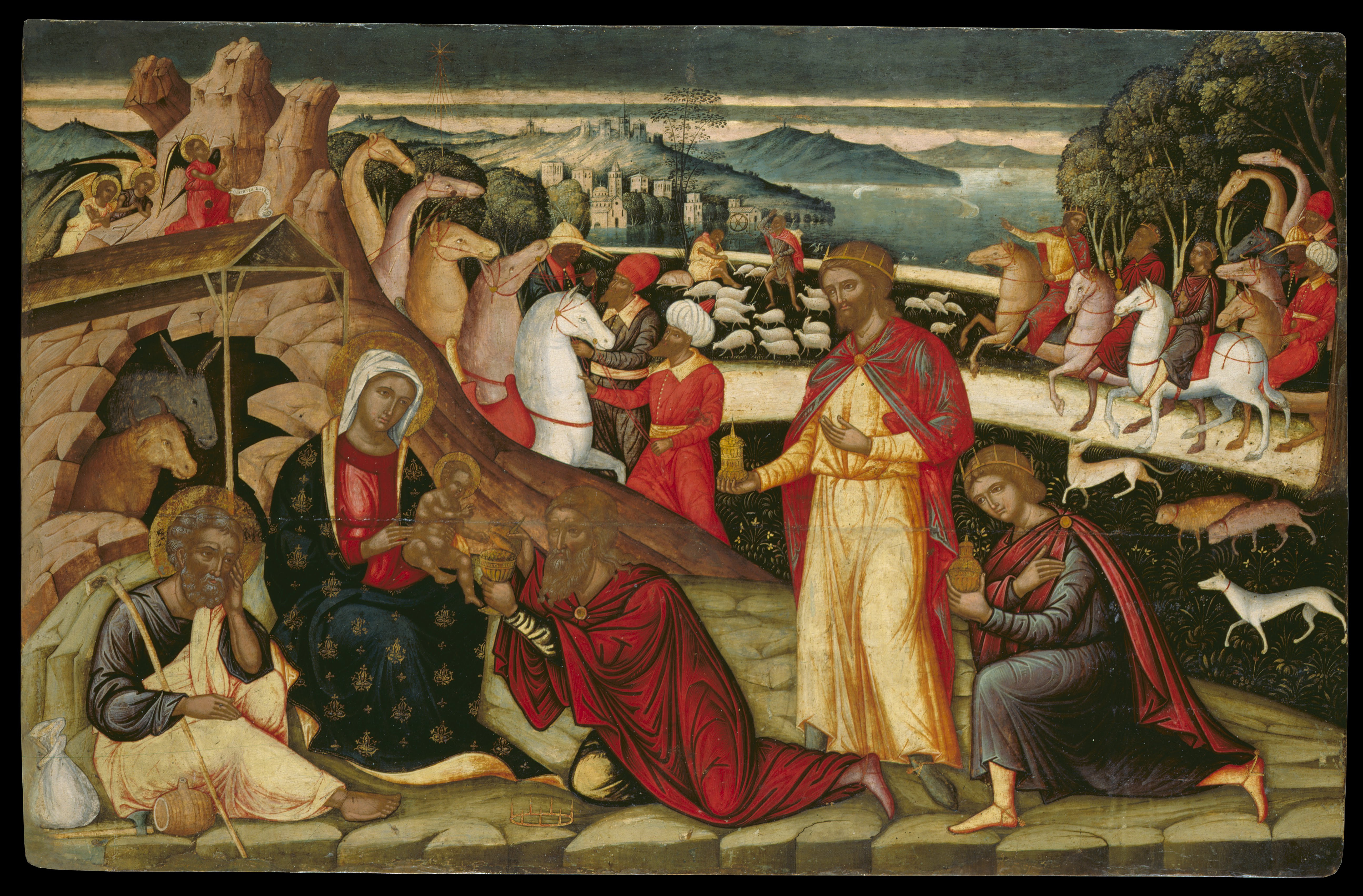
العشق من المجوس لـ يوانيس بيرمينياتيس
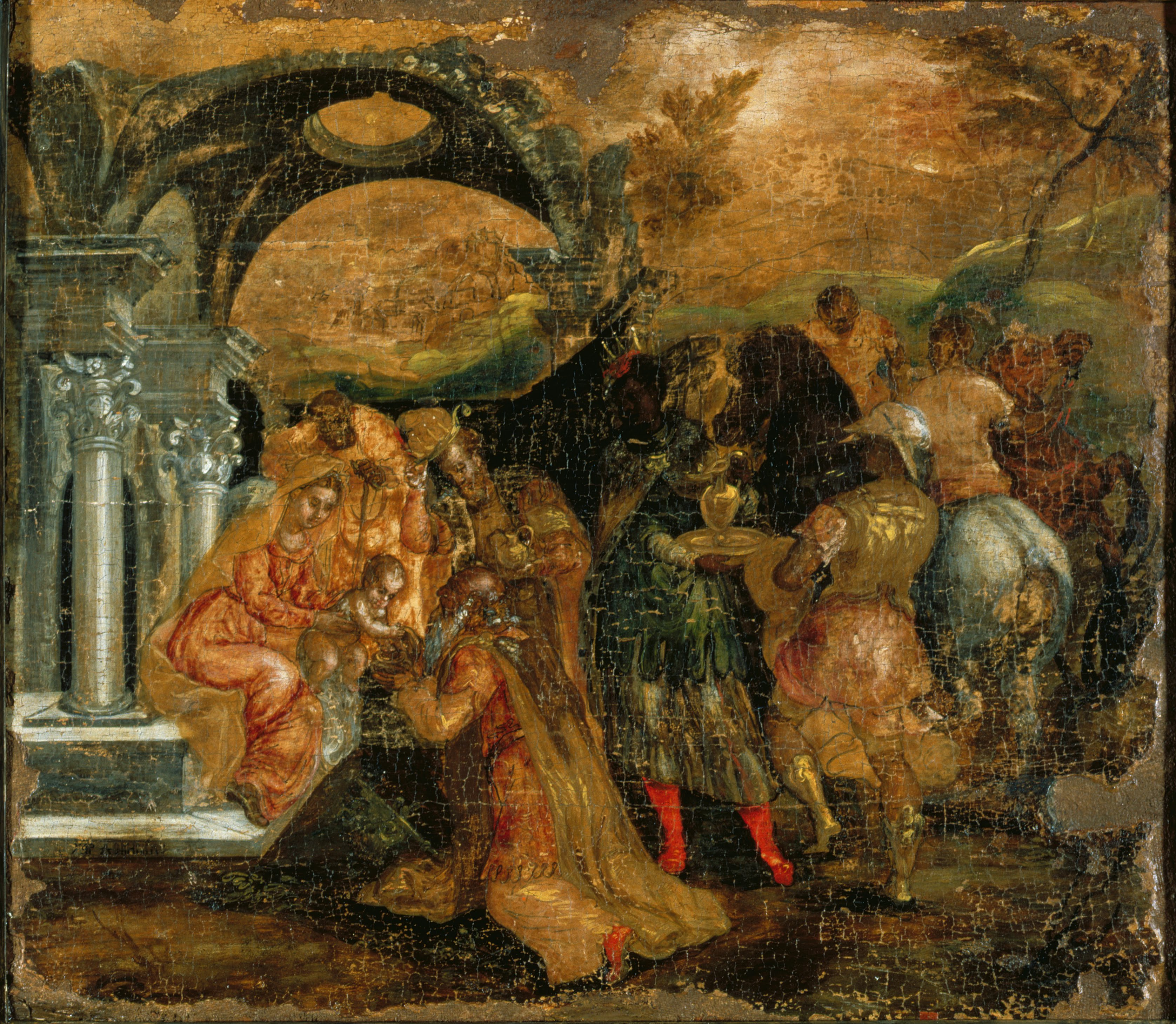
العشق من المجوس إل جريكو
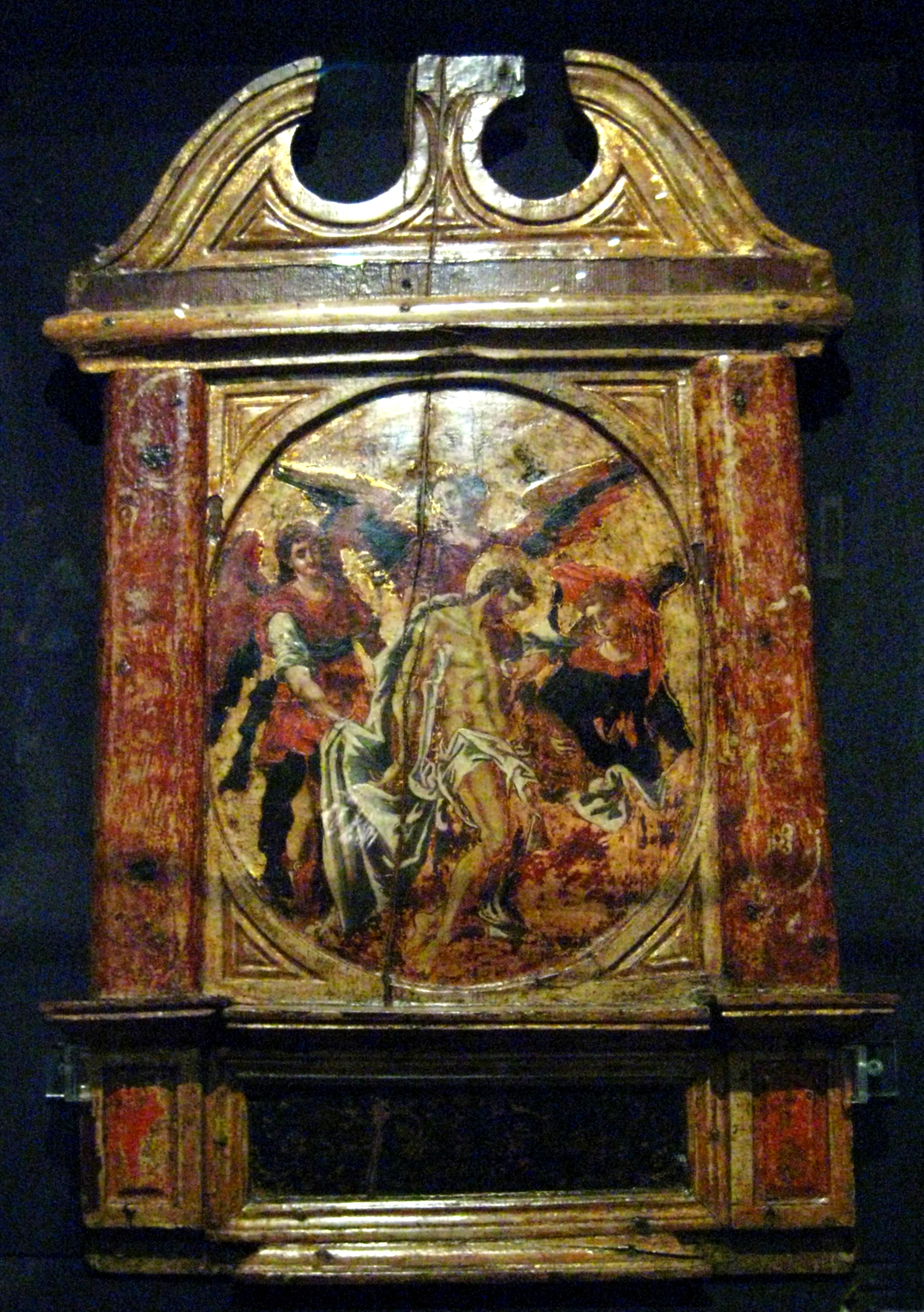
بيتا ، لـ إل جريكو 1566
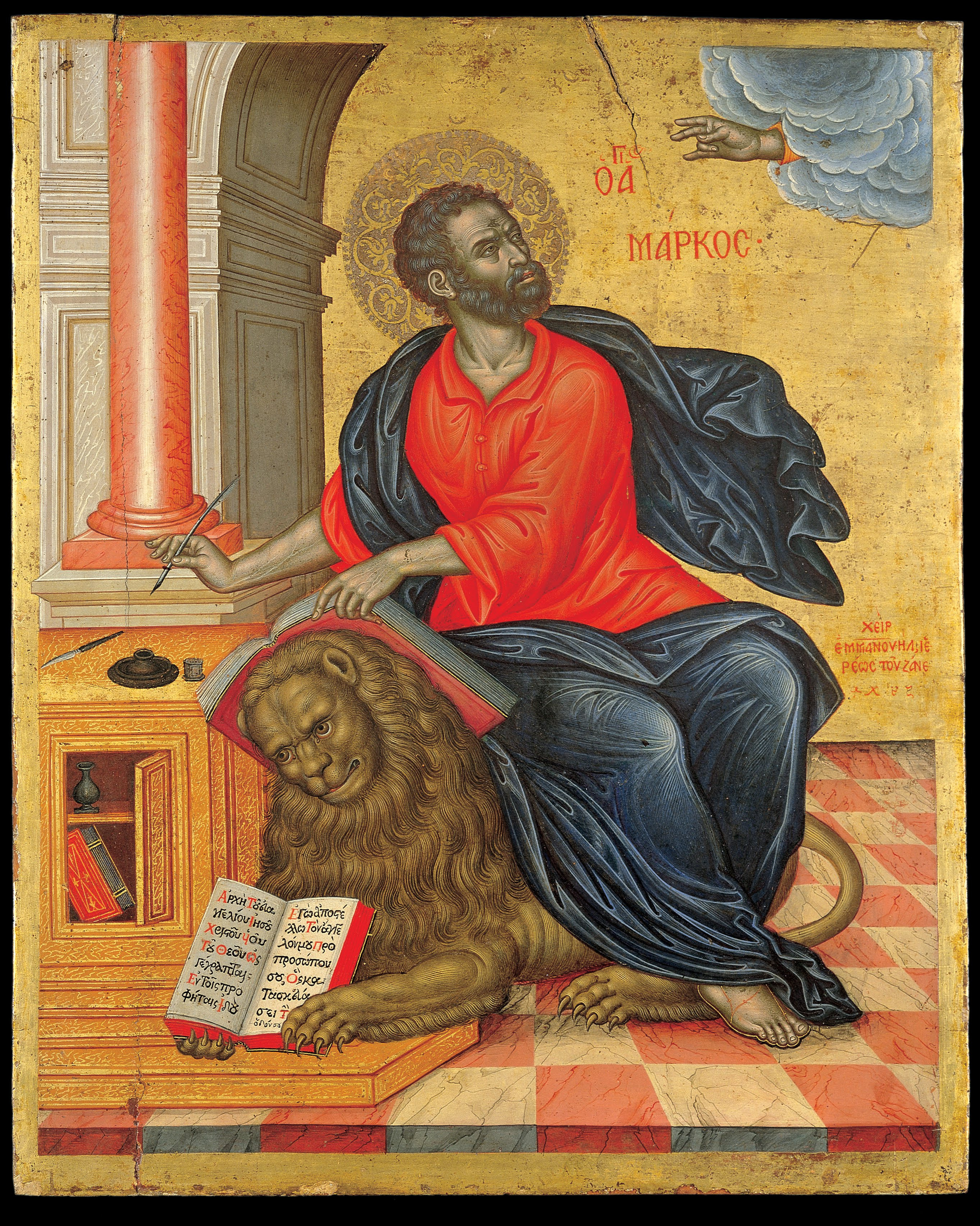
القديس مرقس الإنجيلي لـ إيمانويل تزانيس 1657
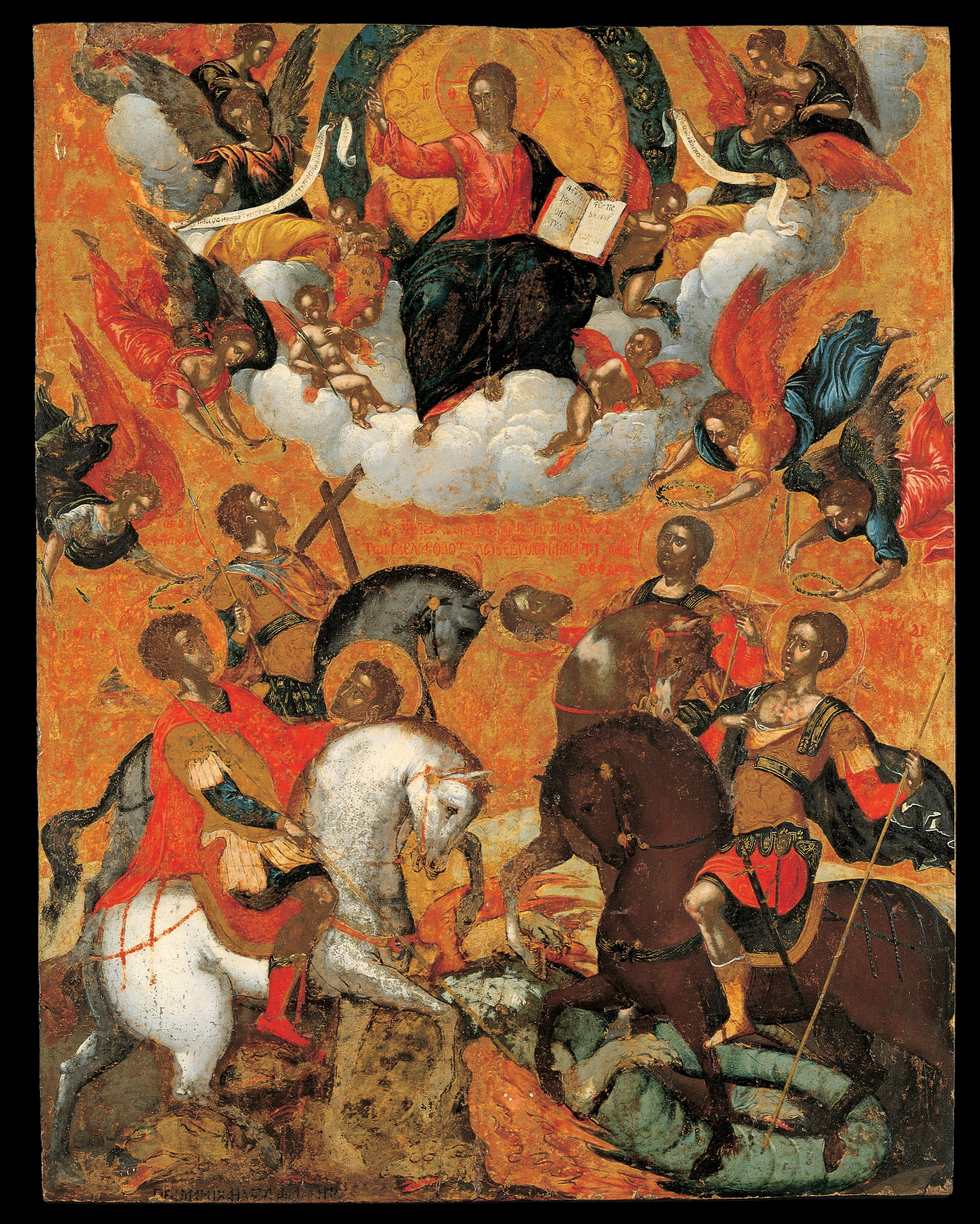
أربعة قديسين عسكريين لـ مايكل داماسكينوس
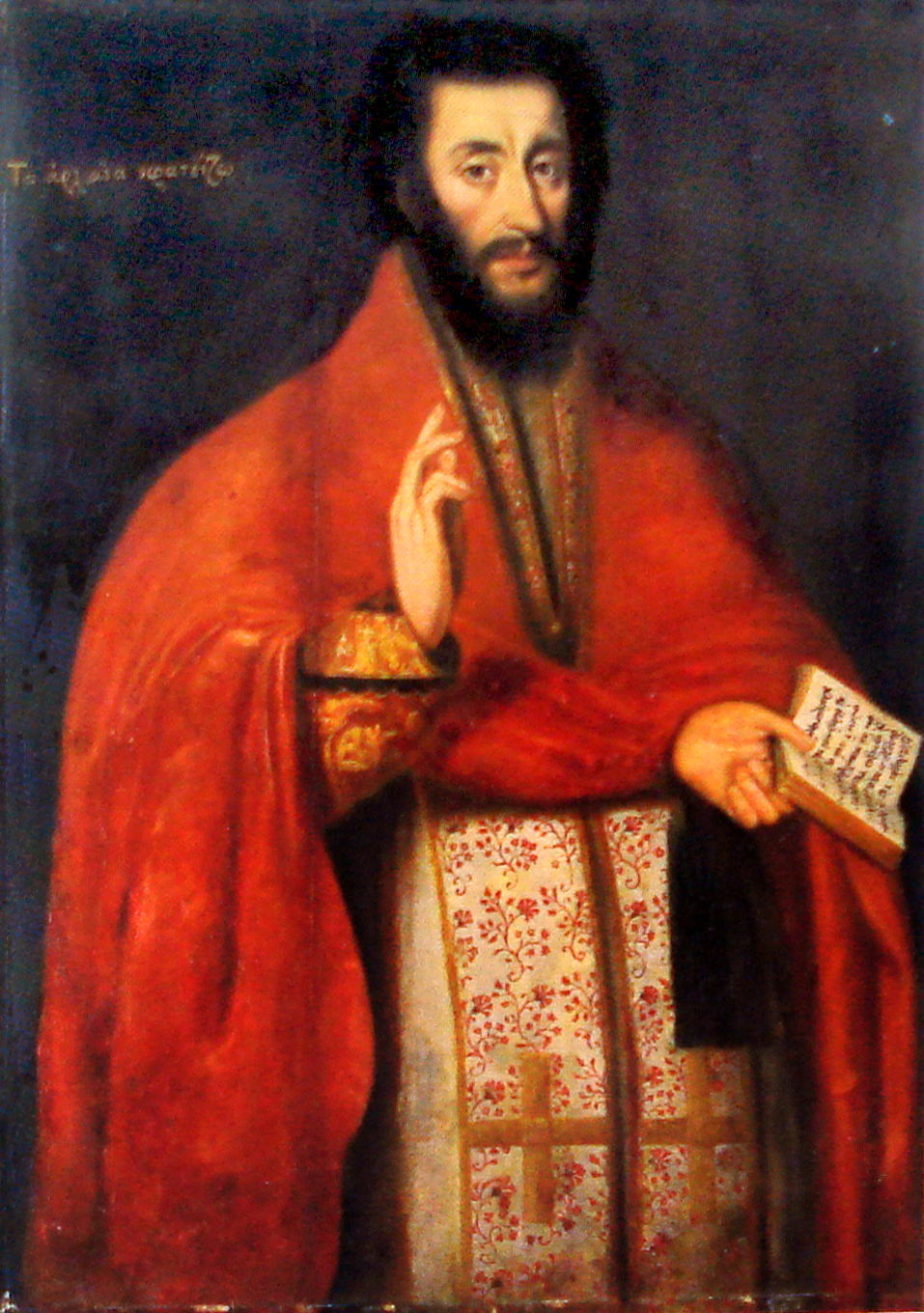
الرئيس اليوناني لـ نيكولاوس كانتونس
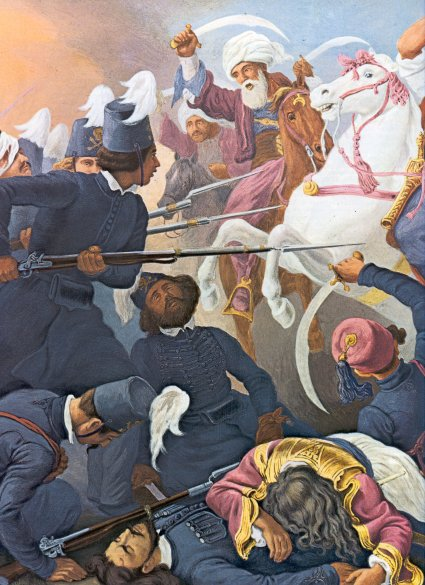
الفرقة المقدسة في دغساني لـ بيتر فون هيس
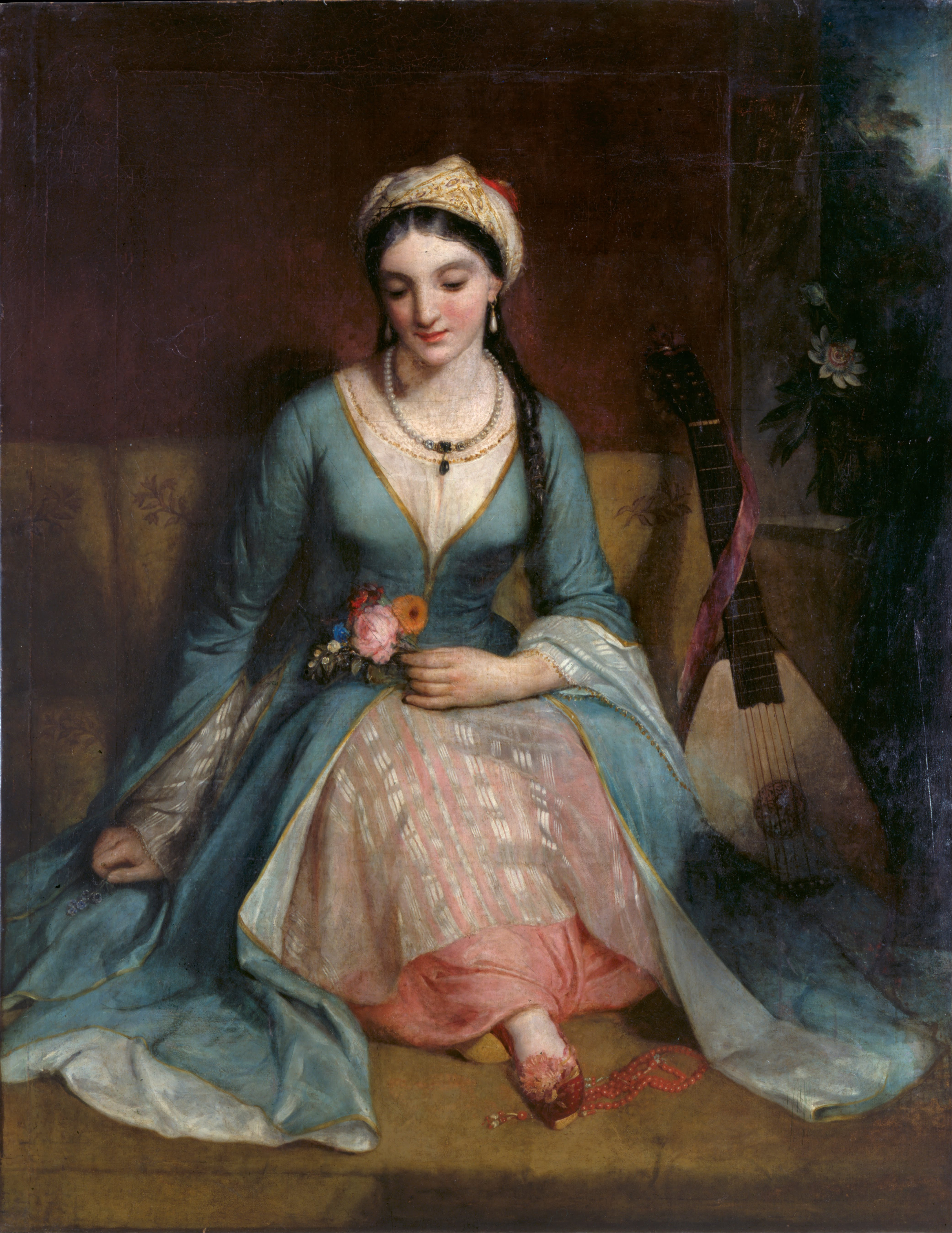
هنري بيكرسجيل: عذراء يونانية ، ١٨٢٩
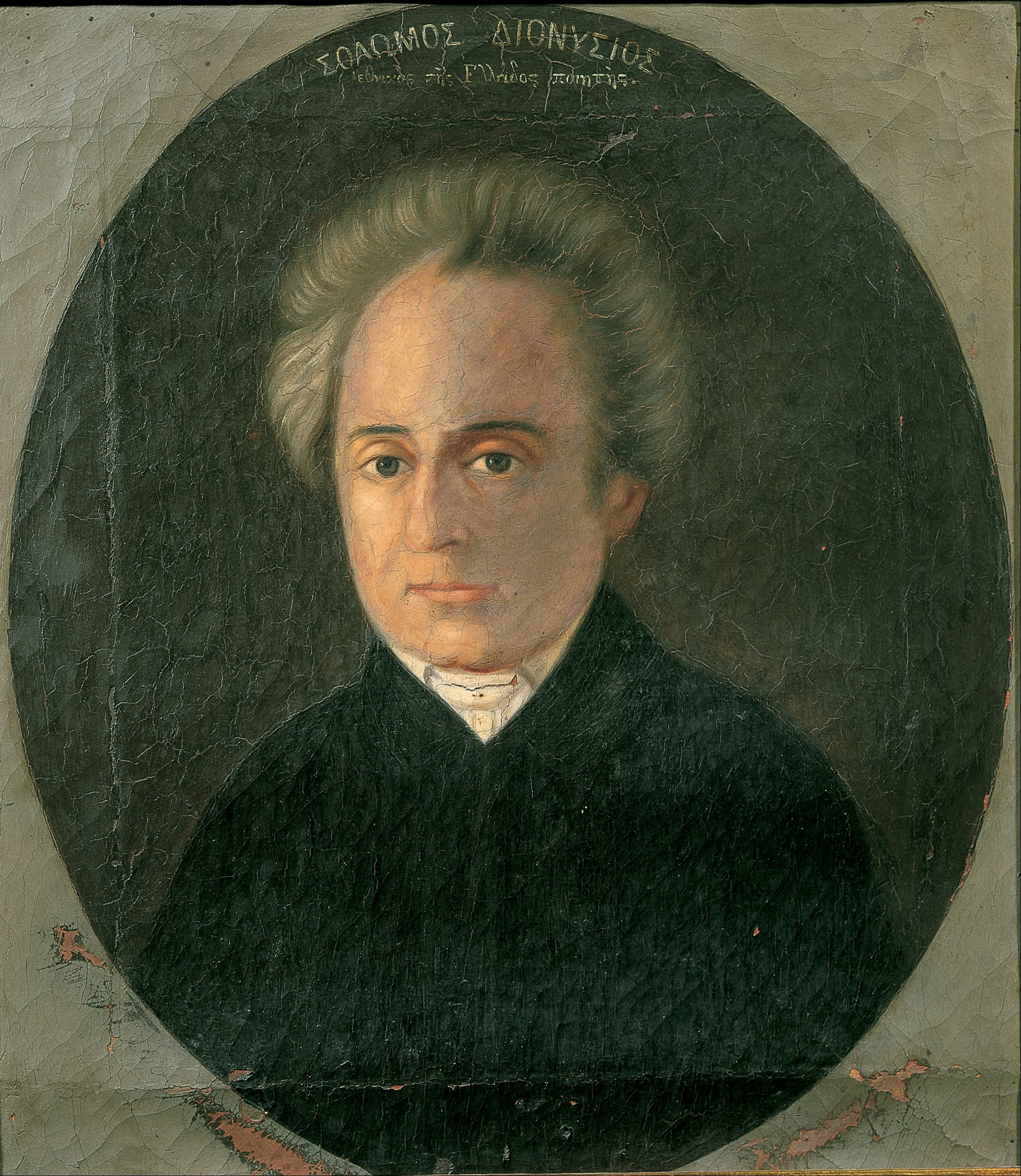
ديونيسيوس سولوموس ، رسام غير معروف
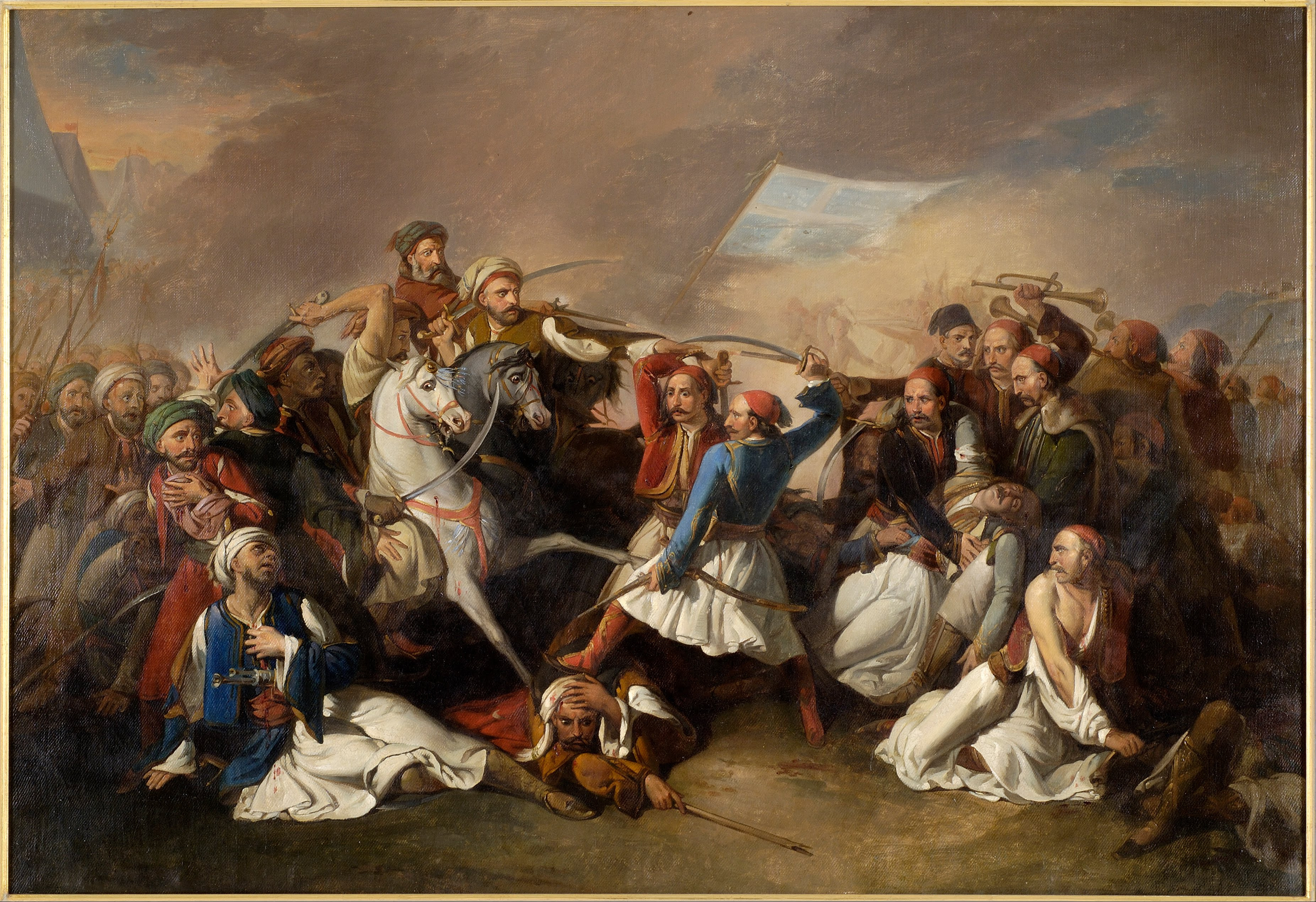
موت ماركوس فوتساريس لـ مارسيجلي فيليبو
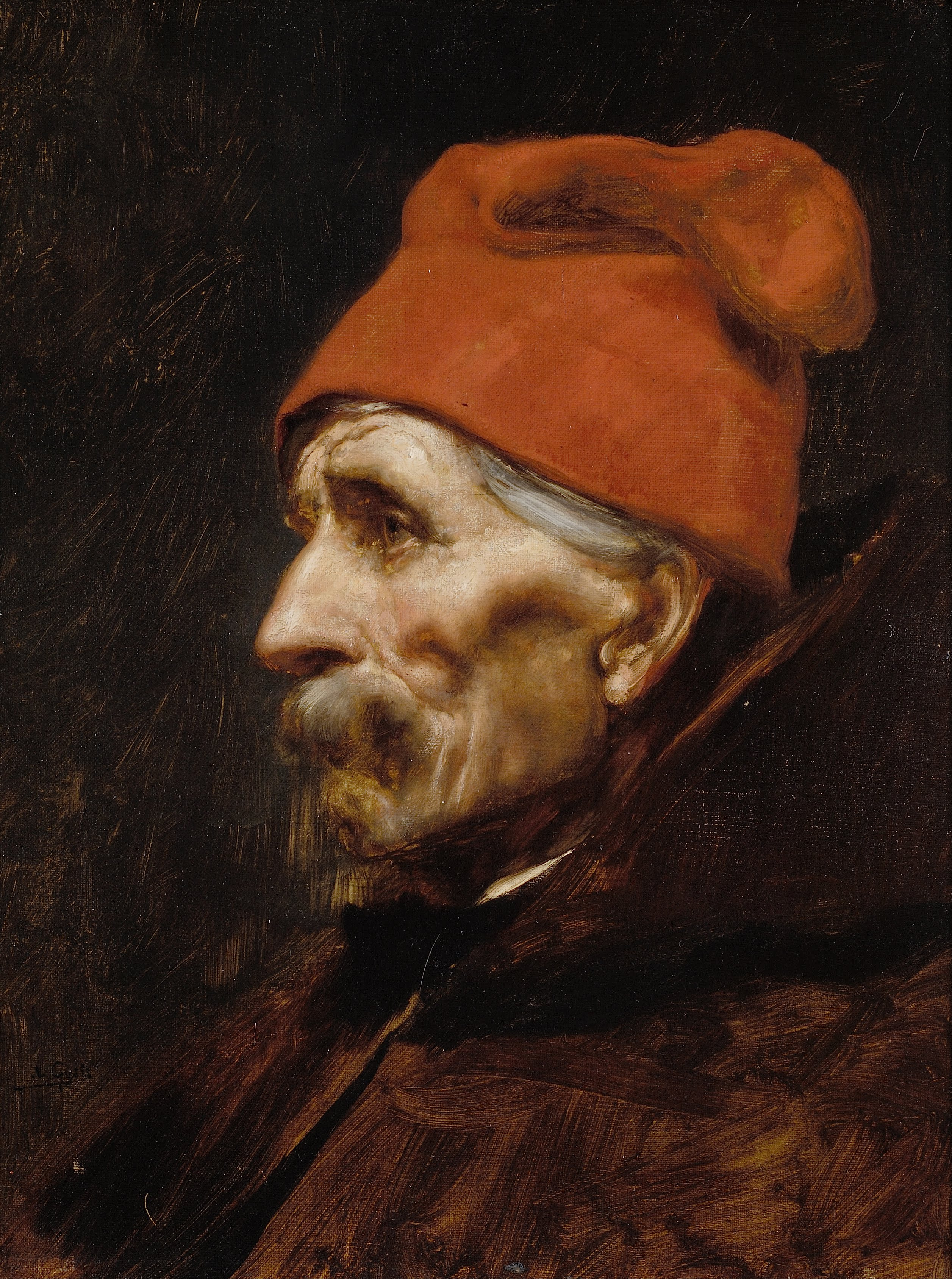
رجل عجوز يرتدي فاس أحمر من تصميم نيكولاوس جيزيس
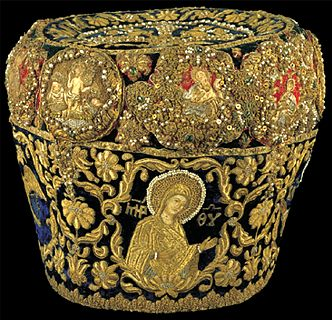
ميتري 1715